# Oleg Ovsyannikov
Oleg Vladimirovich Ovsyannikov (em russo:  Олег Владимирович Овсянников; Moscou, RSFS da Rússia, 23 de janeiro de 1970) é um ex-patinador artístico russo, que competiu em provas na dança no gelo. Ele conquistou uma medalha de prata olímpica em 1998 ao lado de Anjelika Krylova, e quatro medalhas em campeonatos mundiais.

## Principais resultados

### Com Anjelika Krylova
| Resultados                                                             | Resultados        | Resultados       | Resultados       | Resultados       | Resultados      | Resultados    | Resultados    | Resultados    | Resultados    | Resultados    | Resultados    | Resultados    |
| Internacional                                                          | Internacional     | Internacional    | Internacional    | Internacional    | Internacional   | Internacional | Internacional | Internacional | Internacional | Internacional | Internacional | Internacional |
| Evento/Temporada                                                       | 1994– 1995        | 1995– 1996       | 1996– 1997       | 1997– 1998       | 1998– 1999      |               |               |               |               |               |               |               |
| ---------------------------------------------------------------------- | ----------------- | ---------------- | ---------------- | ---------------- | --------------- | ------------- | ------------- | ------------- | ------------- | ------------- | ------------- | ------------- |
| Jogos Olímpicos                                                        |                   |                  |                  | Medalha de prata |                 |               |               |               |               |               |               |               |
| Campeonato Mundial                                                     | 5.º               | Medalha de prata | Medalha de prata | Medalha de ouro  | Medalha de ouro |               |               |               |               |               |               |               |
| Campeonato Europeu                                                     | Medalha de bronze | Medalha de prata | Medalha de prata | Medalha de prata | Medalha de ouro |               |               |               |               |               |               |               |
| GP Grand Prix Final                                                    |                   | Medalha de prata | Medalha de prata |                  | Medalha de ouro |               |               |               |               |               |               |               |
| GP Cup of Russia                                                       |                   |                  | Medalha de ouro  | Medalha de ouro  | Medalha de ouro |               |               |               |               |               |               |               |
| GP Nations Cup                                                         |                   | Medalha de ouro  | Medalha de ouro  | Medalha de ouro  | Medalha de ouro |               |               |               |               |               |               |               |
| GP Skate America                                                       |                   | Medalha de prata | Medalha de ouro  |                  |                 |               |               |               |               |               |               |               |
| Jogos da Boa Vontade                                                   |                   |                  |                  |                  | Medalha de ouro |               |               |               |               |               |               |               |
| Nacional                                                               |                   |                  |                  |                  |                 |               |               |               |               |               |               |               |
| Campeonato Russo                                                       | Medalha de ouro   | Medalha de prata |                  | Medalha de ouro  | Medalha de ouro |               |               |               |               |               |               |               |
|                                                                        |                   |                  |                  |                  |                 |               |               |               |               |               |               |               |
| Legenda: GP = Grand Prix; Competição não foi disputada nesta temporada |                   |                  |                  |                  |                 |               |               |               |               |               |               |               |

### Com Elena Kustarova
| Resultados                                            | Resultados    | Resultados        | Resultados        | Resultados    | Resultados    | Resultados    | Resultados    | Resultados    | Resultados    | Resultados    | Resultados    | Resultados    |
| Internacional                                         | Internacional | Internacional     | Internacional     | Internacional | Internacional | Internacional | Internacional | Internacional | Internacional | Internacional | Internacional | Internacional |
| Evento/Temporada                                      | 1991– 1992    | 1992– 1993        | 1993– 1994        |               |               |               |               |               |               |               |               |               |
| ----------------------------------------------------- | ------------- | ----------------- | ----------------- | ------------- | ------------- | ------------- | ------------- | ------------- | ------------- | ------------- | ------------- | ------------- |
| GP Nations Cup                                        |               |                   | Medalha de bronze |               |               |               |               |               |               |               |               |               |
| Grand Prix International de Paris                     |               | Medalha de bronze |                   |               |               |               |               |               |               |               |               |               |
| Piruetten                                             |               |                   | Medalha de bronze |               |               |               |               |               |               |               |               |               |
| Nacional                                              |               |                   |                   |               |               |               |               |               |               |               |               |               |
| Campeonato Russo                                      |               | Medalha de prata  | Medalha de bronze |               |               |               |               |               |               |               |               |               |
| Campeonato Soviético                                  | 4.º           |                   |                   |               |               |               |               |               |               |               |               |               |
|                                                       |               |                   |                   |               |               |               |               |               |               |               |               |               |
| Legenda: Competição não foi disputada nesta temporada |               |                   |                   |               |               |               |               |               |               |               |               |               |

### Com Elizaveta Stekolnikova
| Golden Spin of Zagreb | Medalha de ouro |

### Com Maria Orlova
| Campeonato Mundial Júnior | Medalha de bronze |